# Jurydyka

Jurydyki Warszawy w XVIII wieku

Jurydyka (łac. iuridicus prawny) – osada obok miasta królewskiego, rzadziej enklawa na gruntach miejskich, niepodlegająca władzom miejskim i miejskiemu sądownictwu.

## Opis
Jurydyki istniały już w średniowieczu, lecz nasilenie ich powstawania nastąpiło od XVI wieku, po uzyskaniu pełnej dominacji szlachty nad miastami. Właścicielami jurydyk byli m.in. magnaci, Kościół i bogata szlachta. W miejscach takich powstawały struktury konkurencyjne wobec ich miejskich odpowiedników, nieskrępowane przepisami i ograniczeniami miejskimi – odbywały się w nich jarmarki, działali niezrzeszeni w cechach rzemieślnicy (partacze), konkurujący z mieszczaństwem cechowym. Dzięki jurydykom miasta rozwijały się przestrzennie.
Jurydyki zakładano zazwyczaj na mocy przywilejów królewskich. Powstawały również w sposób pozaprawny, na prywatnych gruntach. Wokół większych miast jurydyki przybierały charakter prywatnych miasteczek. Najlepiej udokumentowane nadania jurydyk posiada Lublin, który w połowie XVII wieku otoczony był 23 jurydykami, czy Kraków z 21 jurydykami w XVIII wieku. Z kolei Warszawę w pierwszej połowie XVIII wieku otaczało ponad 20 jurydyk; do największych należały Grzybów, Leszno i Wielopole. Założycielem jurydyk Golędzinów Królewski i Stanisławów był król Stanisław August Poniatowski. 
Miasta starały się przeciwdziałać procesowi dezintegracji swojego systemu administracyjno-prawnego poprzez uzyskanie od władców zakazu tworzenia jurydyk i nienadawania libertacji oraz serwitoriatów. Mandat Kazimierza Jagiellończyka z 1452 roku uzyskany przez radę miejską Poznania zakazał nabywania gruntów w obrębie murów przez Kościół, w praktyce jednak takie zakazy stanowiły martwe prawo.
Jurydyki zostały zlikwidowane przez Konstytucję 3 maja w 1791 roku, a po jej upadku ponownie w 1793. W szczątkowej formie jurydyki dotrwały na terenie Królestwa Kongresowego, do drugiej połowy XIX wieku np. w Łodzi – własności rodzin fabrykantów – jurydyka Scheiblera i jurydyka Poznańskiego.
Jurydyki natomiast nigdy nie powstały w tzw. wielkich miastach pruskich (Toruń, Gdańsk, Elbląg, włącznie z ich patrymonium), które w przeciwieństwie do innych miast posiadały dużą autonomię prawno-ustrojową, rządziły się samodzielnie i były silne ekonomicznie.